# 모함메드 알샬후브
모함메드 반다르 알샬후브(아랍어: محمد بندر الشلهوب, 1980년 12월 8일 ~)은 사우디아라비아의 전 축구 선수이다.

## 같이 보기
- A매치 100경기 이상 출전한 축구 선수 명단
- 원클럽맨 명단